# Procura specializzata anticorruzione
La Procura specializzata anticorruzione (in ucraino Спеціалізована антикорупційна прокуратура?, Specializovana antykorupcijna prokuratura) è un'unità strutturale indipendente del procuratore generale dell'Ucraina, ed è principalmente responsabile del supporto e della supervisione delle indagini penali avviate dall'Ufficio nazionale anticorruzione dell'Ucraina (NABU).
La prospettiva della liberalizzazione dei visti (viaggio senza visto verso l'area Schengen) tra l'Ucraina e l'Unione europea era strettamente collegata al processo di creazione della Procura specializzata anticorruzione.
La creazione della Procura specializzata anticorruzione era prevista per il 1º dicembre 2015, e il giorno prima è stato nominato il suo capo, Nazar Kholodnitsky.

## Responsabilità
L'ufficio è incaricato:
- della supervisione del rispetto delle leggi durante lo svolgimento dell'attività di ricerca operativa delle indagini preliminari da parte del NABU;
- del mantenimento delle azioni penali statali nei procedimenti pertinenti;
- della rappresentanza degli interessi di un cittadino o di uno Stato in giudizio nei casi previsti dalla legge e relativi alla corruzione o reati connessi alla corruzione.